# Pero muricolor
Pero muricolor là một loài bướm đêm trong họ Geometridae.